# Залягти на дно в Брюгге
«Залягти́ на дно в Брю́ґґе» (англ. In Bruges) — культова британсько-американська кримінальна комедія/драма, дебютний повнометражний фільм ірландського кінорежисера і відомого драматурга Мартіна Мак-Дони. Дія картини відбувається у старовинному бельгійському місті Брюгге.
Відразу після появи на екранах потрапив до переліку 250 найкращих фільмів за версією IMDb. Прем'єра у США відбулася 8 лютого 2008, в Україні — 15 травня 2008.

## Сюжет
Під час виконання свого першого «замовлення» молодий ірландський найманий вбивця Рей випадково застрелив маленького хлопчика. Він та його старший «колега» Кен за наказом свого боса Гаррі Вотерса «залягають на дно». Місцем кількатижневої «відпустки» (в очікуванні подальших інструкцій) обрано провінційне бельгійське місто Брюгге. Напередодні Різдва у невеликому готелі знаходиться один номер на двох.
Кен, як справжній турист, захоплено знайомиться із середньовічною фламандською архітектурою та живописом. Рея пригнічують провінційні тиша та спокій, мучить почуття вини, він прагне забутись серед розваг і веселого нічного життя. У музеї єдиною вартісною річчю вважає картину Босха «Страшний суд».
Під час вечірньої прогулянки містом Кен та Рей стають очевидцями зйомок фільму з актором-карликом Джиммі. Рей потрапляє на знімальний майданчик, де знайомиться з симпатичною дівчиною, Хлоєю Вілетт. Як виявляється потім — драг-дилером, що постачає акторам кокаїн та транквілізатори і сама (з її слів) іноді «перебирає з кетаміном».
Вечеря з Хлоєю обертається для Рея суцільними неприємностями. Спершу — конфліктом у ресторані з канадцями, яких дратує сигаретний дим Хлої. Потім — сутичка з начебто колишнім хлопцем Хлої у неї вдома, яка насправді виявляється нехитрою схемою грабунку туристів і закінчується вибитим холостим пострілом оком Хлоїного «бандпосібника». Хлоя везе постраждалого до лікарні, залишаючи Рея у себе. Рей знаходить в помешканні кокаїн та амфетамін і бере їх із собою…
Тим часом Кен отримує від Гаррі наказ прибрати Рея (з огляду на те, що таку провину, як випадкове убивство дитини, у їх організації не пробачають). Гаррі питає, чи сподобалося чоловікам у Брюгге, адже він невипадково його обрав: у Брюгге він провів деякий час у дитинстві, тому вважав, що казкове містечко стане вдалим місцем, де Рей проведе свої останні дні. Кен отримує пістолет у місцевого бельгійського контакта Гаррі — росіянина Юрія — і прямує до парку, куди пішов Рей. Та він застає його в момент спроби самогубства: Рей і сам картає себе за вбивство невинної дитини й не може пробачити собі цього. Кен роззброює Рея і переконує його поривати з минулим і тікати.
Кен садить Рея на потяг, а сам телефонує Гаррі, інформує його про свій непослух і різко кидає слухавку. Розлючений Гаррі прощається з жінкою і дітьми та приїздить «наводити порядок» до Брюґґе сам.
Рея знімають із потягу й арештовують за непристойну поведінку в ресторані. З тюрми його визволяє Хлоя. Вони прямують до кафе біля дзвіниці. Там вони зустрічають американця-ліліпута в шкільній формі, що запрошує їх на останній день зйомок. На дзвіниці в цей час Гаррі погрожує Кенові вбити його. Кен кладе пістолета й каже, що не стане битися з ним. Босові це не до вподоби, тому він прострілює Кенові ногу. У цей час до них піднімається одноокий товариш Хлої, що повідомляє Гаррі про те, що Рей поруч. Гаррі стріляє Кенові у горло й біжить до його напарника. Кен із останніх сил піднімається на дзвіницю, кидає монети згори, щоб люди внизу відійшли й стрибає. На останньому диханні він попереджає Рея, що Гаррі йде вбити його. Рей тікає до готелю. Там вагітна власниця закладу перешкоджає Гаррі пройти до номерів. Чоловіки домовляються: щоб не пошкодити жінку, Рей стрибне з вікна в річку, а Гаррі зможе наздогнати його з вулиці. Рей стрибнув на човен, що пропливав річкою. Та Гаррі влучив у нього. Продовжуючи тікати від Гаррі має сам померти. Тому він ще двічі вистрілив у Рея. Тоді він озирнувся й побачив, що, як і Рей, випадково потрапив у дитину, що стояла позаду. Він приставив дуло до скроні. Рей помітив, що це не дитина, а ліліпут Джиммі, та Гаррі застрілився. Рея оточили герої фільму, що ніби зійшли з картин Босха. Лікарі швидкої допомоги переносять його до машини. У цей час його наздоганяє Хлоя. Рей молиться про те, щоб залишитися в живих. Будь-які покарання на землі будуть кращими за пекло, адже може виявитися, що пекло — постійне перебування в Брюгге.

## У ролях
- Колін Фаррел — Рей
- Брендан Глісон — Кен
- Рейф Файнс — Гаррі Вотерс
- Клеманс Поезі — Хлоя Вілетт
- Елізабет Беррінгтон — Наталі
- Анна Маделей — Деніс
- Джордан Прентіс — Джиммі
- Текла Рютен — Марі
- Кіаран Гайндс — священик
- Руді Бломм — продавець квитків
- Марк Донован — товстун
- Енн Елслі — товстуля
- Жан-Марк Фаворін — поліцейський

## Кінокритика
На сайті Rotten Tomatoes рейтинг кінофільму становить 81 % (125 схвальних відгуків і 29 несхвальних). Оцінка фільму на сайті Metacritic